# Sophia Alcorn
Sophia Kindrick Alcorn  (Stanford (Kentucky), 3 de agosto de 1883 — Stanford (Kentucky), 28 de novembro de 1967) foi uma educadora e ativista. É conhecida por ter inventado o método Tadoma para a comunicação com pessoas que são surdo-cegas. Foi uma grande ativista pelos direitos das pessoas com deficiências, e após se aposentar de sua carreira como professora, trabalhou junto com a Fundação Americana para os Cegos.
Fonte: Alcorn, Sophia at The Kentucky Encyclopedia